# Rutvik
Rutvik es una localidad perteneciente al municipio de Luleå, condado de Norbotnia, provincia de Norbotnia, Suecia.

## Superficie
Cuenta con una superficie de 0,9800 kilómetros cuadrados.

## Demografía
Hasta 2020 la población era de 871 habitantes, con una densidad de población de 888,8 habitantes por kilómetro cuadrado. Con una estructura demográfica conformada por 445 hombres que representan el 51,1% y 426 mujeres para un 48,9% de la población total. De estos, el 33,2% corresponden a menores de edad y personas de 0-19 años, 54,2% a personas entre 20-64 años y el 12,6% a personas de 65 o más años.
| Gráfica de evolución demográfica de Rutvik entre 1990 y 2020 |
|                                                              |
| Datos según la Oficina Central de Estadísticas de Suecia.    |